# Didier Noblot

Bischofswappen von Didier Noblot

Didier Noblot (* 16. September 1965 in Bar-sur-Aube, Département Aube) ist ein französischer Geistlicher und römisch-katholischer Bischof von Saint-Flour.

## Leben
Didier Noblot studierte Philosophie und Katholische Theologie an den interdiözesanen Priesterseminaren in Issy-les-Moulineaux und Reims. Noblot trat 1991 der Fraternités sacerdotales Jésus Caritas bei. Er wurde am 30. Juni 1991 in der Kirche Saint-Étienne in Bar-sur-Seine durch den Bischof von Troyes, André Fauchet, zum Diakon geweiht. Am 17. Mai 1992 empfing er in der Kirche Saint-Pierre in Bar-sur-Aube durch den Bischof von Troyes, Gérard Daucourt, das Sakrament der Priesterweihe. Später absolvierte er an der Université Marc Bloch in Straßburg ein Fernstudium in den Fächern Religionspädagogik und Praktische Theologie und wurde zum Doktor der Theologie promoviert.
Noblot war von 1992 bis 1998 als Pfarrvikar in Bar-sur-Seine und von 1998 bis 2006 als Seelsorger in der Pastoralregion Armance tätig. Daneben war er Mitglied der Redaktion der Zeitschrift Prêtres diocésains (1994–2006), Kaplan des Mouvement Rural de la Jeunesse Chrétienne (1995–2010) und Dozent am diözesanen Fortbildungszentrum (2000–2006). Ferner lehrte er von 2003 bis 2005 als Gastdozent Praktische Theologie und Ekklesiologie am Priesterseminar Saint-Marc in Bangui in der Zentralafrikanischen Republik. 2006 wurde Didier Noblot Leiter des pastoralen Raums Plaine et Lacs und Mitglied des Bischofsrats des Bistums Troyes. Zudem wirkte er als Bischofsvikar für die Jugendpastoral (2006–2012), Diözesanbeauftragter für die Ausbildung der Geistlichen (2010–2014), Sekretär des Priesterrats (2010–2014) und stellvertretender Direktor des nationalen Dienstes für die Evangelisierung der Jugend und die Berufungspastoral (2012–2018). Seit 2014 war Noblot Leiter des pastoralen Raums Seine en plaine champenoise. Zusätzlich war er von 2018 bis 2020 erneut Sekretär des Priesterrats.
Am 11. Juni 2021 ernannte ihn Papst Franziskus zum Bischof von Saint-Flour. Der Erzbischof von Clermont, François Kalist, spendete ihm am 12. September desselben Jahres in der Kathedrale von Saint-Flour die Bischofsweihe; Mitkonsekratoren waren der emeritierte Bischof von Saint-Flour, Bruno Grua, und der emeritierte Erzbischof von Sens, Yves Patenôtre. Sein Wahlspruch Dico vos amicos („Ich nenne euch Freunde“) stammt aus Joh 15,15 .